# A United 93-as
A United 93-as (United 93) egy 2006-ban készült, számos kritikai dicséretben részesített dokumentumdráma Paul Greengrass írásában-rendezésében, a United Airlines 93-as járatáról, melyet 2001. szeptember 11-én terroristák térítettek el. A film igyekszik az Egyesült Államokban a heroizmus egy meghatározó pillanataként emlegetett eseményeket a valósághoz a lehető leghűebben (amellett, hogy a forgatókönyvíró fantáziájára is szükség volt hozzá), valós időben bemutatni. A készítők elmondták, hogy a produkció az összes utas családjának teljes együttműködésével készült.
A United 93-as világpremierjére április 26-án került sor New Yorkban, a 2006-os Tribeca Filmfesztiválon, amely fesztivál alapításának célja New York City, mint az egyik fő filmkészítési központ, ezen belül is Lower Manhattan ünneplése. A United 93-as számos utasának családtagjai megjelentek a bemutatón, hogy kimutassák támogatásukat a film felé.
Az alkotás Észak-Amerikában április 28-án került a mozikba.
A nyitóhétvége bevételének tíz százalékát az alkotók felajánlották, hogy emléket állítsanak a 93-as járat áldozatai számára. A film teljes amerikai bevétele 31,4 millió dollárra rúgott, a világ egészén pedig 75,6 milliót keresett mindeddig.

## Produkciós jegyzetek
A film az első hollywoodi produkció, mely közvetlenül a szeptember 11-ei támadásokkal foglalkozik. Az utasokat legnagyobb részt profi, noha ismeretlen színészek formálják meg (Tom Burnettet például Christian Clemenson játssza, aki feltűnt a Veronica Mars című sorozatban is). A légikísérők, pilóták és más, a légiközlekedéssel kapcsolatos munkát végző személyek szerepét a valóságban is ezzel foglalkozók töltik be. A valós események részesei közül többen alakítják magukat, kiemelendő Ben Sliney, az FFA (Federal Aviation Administration – Szövetségi Repülési Adminisztráció) operációs menedzsere.
A párbeszédek, melyeket többnyire Greengrass és a szereplők improvizáltak a próbákon, a színészek és az általuk alakítottak családjaik közötti szemtől szemben való beszélgetéseken alapulnak. Szinte egyetlen utasra sem utalnak nevével a film folyamán. Identitásuk ismeretlen marad, az egyéni hősök fölé emelve az együttesség szellemiségét (és jól kezelve a tényt, hogy a gépen az idegenek nem ismerhetik egymás nevét). A dialógusok többségében inkább technikai hitelesség nyilvánul meg, mint a filmekben szokásos köznyelviesítés, leegyszerűsítés.
A forgatás egy húszéves Boeing 747-esen történt, amit korábban a MyTravel Airways üzemeltetett, a London közelében lévő Pinewood Studiosban. A helyszín kiválasztásakor tekintetbe vették az anyagi oldalakat, és azt, hogy a színészeket távol tartsák a nemkívánt publicitástól, mely az Egyesült Államokban elkerülhetetlen lett volna. A jeleneteket kézikamerákkal vették fel, amiket a szűkös díszletek közötti sokoldalúságukért választottak, és a közvetlenebb hatás eléréséért.
A címet 2006 márciusában Flight 93-ról (A 93-as járat) United 93-ra (A United 93-as) cserélték, hogy így különböztessék meg az A&E Flight 93 nevet viselő produkciójától. Röviddel ezután a Motion Picture Association of America (MPAA) 'R' besorolást adott a filmnek „nyelvezet, és néhány terrort és kegyetlenséget tartalmazó intenzív jelenet” okán. A Universal Pictures megvétózta e magas korhatárt, de elutasításra talált.
Az Egyesült Államokban a film bemutatója 2006. április 28-án volt. Második helyen nyitott a toplistán a Rumlis vakáció (RV) című vígjáték mögött, de magasabb moziátlagot ért el (bevétel osztva a mozik számával). Roger Ebert, Michael Medved, Peter Travers és James Berardinelli kritikusok mind a maximális négy csillaggal értékelték az alkotást. A Rolling Stone munkatársa, Peter Travers 'az év egyik legmegindítóbb filmjének' nevezte A United 93-ast. A film 90%-os átlagos értékelést kapott a Rotten Tomatoes oldalán, szintén ennyit a Metacritic.com-on és 95%-ot a Broadcast Film Critics Association-től.
Az első vetítések végefőcíme az “Amerika terrorellenes háborúja megkezdődött”-felirattal indult. Ezt a bemutatóra felváltotta a “Mindazok emlékére, akik 2001. szeptember 11-én vesztették életüket”-szöveg, mivel az eredetit sokan túl érzéketlennek találták az utasokkal szemben.

## Történelmi háttér
A United Airlines 93-as járata egy Boeing 757-222-es járat volt, ami rendszerint a New Jersey-i Newarki nemzetközi reptérről indult a San Franciscói nemzetközi reptérre, majd tovább a tokiói Narita nemzetközi reptérre, immáron egy másik géppel. 2001. szeptember 11-én a menetrend szerinti járat repülője egyike volt azoknak, melyeket eltérítettek a 2001. szeptember 11-ei terrortámadás keretében. Az egyetlen volt a négy gép közül, amely nem érte el kijelölt célját, s ehelyett a pennsylvaniai Shanksville mellett, Washingtontól nagyjából 150 mérföldre északnyugatra a földbe csapódott.

## Cselekmény
|  | Alább a cselekmény részletei következnek! |

A film nagy részében a légiforgalom-irányító központ intézkedéseit láthatjuk, a négy elrabolt géppel kapcsolatban. A néző nyomon követheti az Egyesült Államok Légierejének az eseményekbe való bekapcsolódását, aminek során F-16-osokat küldtek a területre a légiforgalom-irányítás engedélye nélkül. Számos nehézség merül fel az utasszállítók lelövésére vonatkozó engedély megadásával kapcsolatban. A felfegyverzett F-16-osok megérkezése előtt két fegyvertelen F-16-os repül a területre. Bizonyosságot nyer, hogy lehet olyan támadást indítani, miszerint a vadászgép a célpontba repül, miután a pilóta katapultál.
A film a 93-as járaton történeteket a felszállást megelőző percektől a becsapódás előtti pillanatokig mutatja be. A gépeltérítőket az iszlám fanatikusaiként ábrázolja; hezitálás és némi egyet nem értés is mutatkozik a négy férfi között, akciójuk megkezdése előtt és közben is. Az irányítást késekkel veszik át a gép fölött, a két pilótát megölik, és egy bombával fenyegetőznek. A pilótafülkében egy fotót tesznek a kormányra, melyen a Capitolium épülete látható.
A géprablók nem akadályozzák meg az utasokat abban, hogy használják telefonjaikat, így azok ismeretet szereznek a Világkereskedelmi Központba csapódott utasszállítókról. Az utasok és a legénység ráeszmélnek, hogy ha nem tesznek semmit, az ő gépüket is valamilyen épületbe vezetik a terroristák, mindenkit megölve a fedélzeten és a földön. Így az ellenállás mellett döntenek. Az utasok egyike tud repülőgépet vezetni (noha ezzel a típussal még nem repült), s reménykednek benne, hogy neki sikerül irányítania, miután visszafoglalták. Bizonytalanok benne, hogy a bomba valódi-e vagy sem, de rátámadnak a férfira, aki a pokolgépet a testéhez rögzítette, s utólag kiderül, hogy a szerkezet csak megtévesztés volt (a terrorista gyurmát használt robbanószer helyett; a nézők ezt láthatják korábban, mialatt a gépeltérítő a mosdóban összerakja a szerkezetet). Az utasoknak sikerül betörniük az elfoglalt pilótafülkébe. A dulakodás közben a repülőgép lezuhan egy mezőre, s nem a terroristák célpontjába. A filmnek pillanatokkal a becsapódás előtt vége szakad.
|  | Itt a vége a cselekmény részletezésének! |

## Szereplők
| Szerep                                          | Színész                | Szinkronhang       |
| ----------------------------------------------- | ---------------------- | ------------------ |
| Jason Dahl pilóta (United 93, személyzet)       | J.J. Johnson           | Rosta Sándor       |
| LeRoy Homer másodpilóta (United 93, személyzet) | Gary Commock           | Dolmány Attila     |
| Deborah Welsh (United 93, személyzet)           | Polly Adams            | Kovács Nóra        |
| CeeCee Lyles (United 93, személyzet)            | Opal Alladin           | Kéri Kitty         |
| Wanda Anita Green (United 93, személyzet)       | Starla Benford         | Makay Andrea       |
| Sandra Bradshaw (United 93, személyzet)         | Trish Gates            | Orosz Anna         |
| Lorraine G. Bay (United 93, személyzet)         | Nancy McDoniel         | Menszátor Magdolna |
| Todd Beamer (United 93, utas)                   | David Alan Basche      | Selmeczi Roland    |
| William Joseph Cashman (United 93, utas)        | Richard Bekins         | Cs. Németh Lajos   |
| Jane Folger (United 93, utas)                   | Susan Blommaert        |                    |
| Joseph DeLuca (United 93, utas)                 | Ray Charleson          | Csuha Lajos        |
| Thomas E. Burnett, Jr. (United 93, utas)        | Christian Clemenson    | Haás Vander Péter  |
| Waleska Martinez (United 93, utas)              | Liza Colón-Zayas       |                    |
| Linda Gronlund (United 93, utas)                | Lorna Dallas           | Bessenyei Emma     |
| Colleen Fraser (United 93, utas)                | Denny Dillon           |                    |
| Deora Frances Bodley (United 93, utas)          | Trieste Kelly Dunn     |                    |
| Lauren Catuzzi Grandcolas (United 93, utas)     | Kate Jennings Grant    | Németh Kriszta     |
| Jeremy Glick (United 93, utas)                  | Peter Hermann          | Viczián Ottó       |
| Kristin White Gould (United 93, utas)           | Tara Hugo              | Hirling Judit      |
| Georgine Rose Corrigan (United 93, utas)        | Marceline Hugot        |                    |
| Mark Bingham (United 93, utas)                  | Cheyenne Jackson       | Papp Dániel        |
| John Talignani (United 93, utas)                | Joe Jamrog             |                    |
| Louis J. Nacke, II (United 93, utas)            | Corey Johnson          | Holl Nándor        |
| Toshiya Kuge (United 93, utas)                  | Masato Kamo            |                    |
| Jean Headley Peterson (United 93, utas)         | Becky London           |                    |
| Andrew Garcia (United 93, utas)                 | Peter Marinker         | Pethes Csaba       |
| Marion R. Britton (United 93, utas)             | Jodie Lynne McClintock |                    |
| Hilda Marcin (United 93, utas)                  | Libby Morris           | Várnagy Kati       |
| Donald Peterson (United 93, utas)               | Tom O'Rourke           | Kajtár Róbert      |
| Alan Anthony Beaven (United 93, utas)           | Simon Poland           | Katona Zoltán      |
| Donald Freeman Greene (United 93, utas)         | David Rasche           | Wohlmuth István    |
| Christian Adams (United 93, utas)               | Erich Redman           | Presits Tamás      |
| Patrick Joseph Driscoll (United 93, utas)       | Michael J. Reynolds    | Izsóf Vilmos       |
| Edward P. Felt (United 93, utas)                | John Rothman           | Koncz István       |
| Richard Guadagno (United 93, utas)              | Daniel Sauli           | Bicskey Lukács     |
| Patricia Cushing (United 93, utas)              | Rebecca Schull         |                    |
| Honor Elizabeth Wainio (United 93, utas)        | Chloe Sirene           | Zsigmond Tamara    |
| Nicole Carol Miller (United 93, utas)           | Olivia Thirlby         |                    |
| Mark Rothenberg (United 93, utas)               | Chip Zien              | Orosz István       |
| Christine Snyder (United 93, utas)              | Leigh Zimmerman        |                    |
| Ziad Jarrah (United 93, gépeltérítő)            | Khalid Abdalla         |                    |
| Saeed Al Ghamdi (United 93, gépeltérítő)        | Lewis Alsamari         |                    |
| Ahmed Al Haznawi (United 93, gépeltérítő)       | Omar Berdouni          |                    |
| Ahmed Al Nami (United 93, gépeltérítő)          | Jamie Harding          |                    |

## Visszhang
A filmet kritika érte Christian Adams német utas ábrázolása miatt. A gép összes utasa közül csupán Adamset mutatják be úgy, mint aki a beletörődést tanácsolja. A Sunday Times kritikusa, Cosmo Landesman így elmélkedik: „Biztos, hogy egy utas sem telefonált haza, hogy rámutasson, egy gyáva féreg német van a fedélzeten, aki fel akarja adni.” A Guardian jelentése szerint Silke Adams, Adams özvegye „visszautasította az együttműködést a filmmel, azt mondván, férje halálának emléke még mindig túl élénk” és a lap közlése szerint „eddig nem merült fel bizonyíték, ami azt sugallná, hogy Christian Adams nem támogatta a többi utast, vagy elutasította volna a pilótafülke betörését.”
Miután a film előzeteseit elkezdték vetíteni a mozikban, a Universal Pictures több helyről is azt a kérést kapta, hogy vonja vissza őket, mivel néhány nézőt a jelenetek felkavartak és megleptek. Egy manhattani mozi önkényesen vette le műsoráról a trailert a közönség panaszait követően.
Az iraki születésű, Londonban élő, a filmben egy gépeltérítőt alakító színész, Lewis Alsamari vízumát az Egyesült Államok bevándorlási hivatala megtagadta, mikor New Yorkba kívánt utazni, hogy részt vegyen a premieren. Mindez annak ellenére történt, hogy az Egyesült Királyságban már menedékjogban részesült az 1990-es évektől. Az indok szerint Alsamari egykor besorozott tagja volt az iraki hadseregnek – ugyanakkor ez szolgáltatta alapjait menekültstátuszának, 1993-as dezertálását követően.
A film hivatalos internetfórumát, amely korábban a Universal weboldalán volt elérhető, 2006. május 3-án lezárták. Mindeddig nem érkezett magyarázat a Universaltól, hogy miért távolították el a fórumot szerverükről.
Számos muszlim és muszlim-amerikai szervezet, úgymint a CAIR, aggodalmának adott hangot arra vonatkozóan, hogy A United 93-as esetlegesen még inkább felkavarja a muszlimellenes érzelmeket az Egyesült Államokban. Az arizonai Scottsdale-ben 2006. április 29-én három fejcsadort viselő fiatal muszlim nőt inzultált egy középkorú pár, akik jelezték feléjük, hogy látták a filmet. Miután megkérdezték a nőket, hogy muszlimok-e, a pár azt mondta nekik, hogy „vegyétek le a kibaszott fátylaitokat és tűnjetek a picsába ebből az országból. Nem akarunk titeket ebben az országban. Menjetek haza”.

## Díjak és jelentősebb jelölések
- Oscar-díj
  - jelölés: legjobb rendező (Paul Greengrass)
  - jelölés: legjobb vágás
- BAFTA-díj
  - jelölés: legjobb brit film
  - jelölés: legjobb rendező (Paul Greengrass)
  - jelölés: legjobb eredeti forgatókönyv (Paul Greengrass)
  - jelölés: legjobb fényképezés (Barry Ackroyd)
  - jelölés: legjobb vágás
  - jelölés: legjobb hang
- Boston Society of Film Critics Awards
  - díj: legjobb színészgárda
- Dallas-Fort Worth Film Critics Association Awards
  - díj: legjobb film
- Kansas City Film Critics Circle Awards
  - díj: legjobb film
  - díj: legjobb rendező (Paul Greengrass)
- Los Angeles Film Critics Association Awards
  - díj: legjobb rendező (Paul Greengrass)
- National Society of Film Critics Awards, USA
  - díj: legjobb rendező (Paul Greengrass)
- New York Film Critics Circle Awards
  - díj: legjobb film
- Online Film Critics Society Awards
  - díj: legjobb film
  - díj: legjobb vágás
- Phoenix Film Critics Society Awards
  - díj: legjobb film
- San Diego Film Critics Society Awards
  - díj: legjobb vágás
- San Francisco Film Critics Circle
  - díj: legjobb rendező (Paul Greengrass)
- Washington, D.C. Area Film Critics Association Awards
  - díj: legjobb film

## Kritikák
- All Movie Guide
- Empire
- Filmcritic
- Roger Ebert [4/4]
- Rolling Stone [4/4]
- Michael Medved [4/4]
- Entertainment Weekly Grade:A- (5-ös alá)